# Hexatoma (Eriocera) tristis
Hexatoma (Eriocera) tristis is een tweevleugelige uit de familie steltmuggen (Limoniidae). De soort komt voor in het Nearctisch gebied.